# ノーザンアークリゾート
ノーザンアークリゾート（英: NORTHERN ARC RESORT）は、北海道北見市（旧常呂郡端野町）にあるリゾート・企業。

## 沿革
- 1987年（昭和62年）：株式会社グラウンズ設立[1]。
- 1989年（平成元年）：スキー場「端野メビウススキー場」オープン[1]。
- 1991年（平成03年）：ゴルフ場「グランクリユゴルフクラブ」と宿泊施設「ホテルメビウス」がオープン[1]。
- 2008年（平成20年）：グラウンズが「民事再生法」の適用申請[1][2]。その後、韓国企業の英（ヨン）流通をスポンサーとしてNorthern Arc株式会社（後にノーザンアークリゾート株式会社と商号変更）を設立して施設を譲受し、施設名を「ノーザンアークリゾート」、宿泊施設を「ノーザンアークリゾートホテル」ゴルフ場を「ノーザンアークゴルフクラブ」[1]、スキー場を「ノーザンアークリゾートスキー場」と改称。
- 2009年（平成21年）：北見温泉「金の湯」オープン[3]。
- 2024年（令和6年）：
  - 2月：少子化や新型コロナ禍による利用客減少による事業不振のため、3月末をもって営業を終了することを表明[4][5]。3月10日をもって、スキー場の営業を終了。3月末をもって全ての事業を終了し、2008年に「ノーザンアークリゾート」として再開業して以来16年間の営業を終了した[6]。
  - 4月：「ノーザンアークリゾート」の施設が韓国の「SGグループ」に譲渡され、25日からゴルフ場の営業を再開[7][8]。
  - 12月：21日から2024-2025シーズンのスキー場の営業を開始。

## 施設

### ホテル
客室
- グランドスイート (120 m²)
- スイート (60〜78 m²)
- デラックスツイン (42〜45 m²)
- ツイン (37 m²)
- ダブル (25 m²)
- キャビン (70 m²)
- ログハウス (250 m²)

館内施設
- 貸切風呂
- 宴会場
- レストラン「アザレア」
- パン工房「ベーカリー」
- バー
- カラオケルーム

その他
- 北見温泉「金の湯」
- ガーデンテラス
- テニスコート
- サッカー場

### ゴルフ場
コース
| HOLE     | 1   | 2   | 3   | 4   | 5   | 6   | 7   | 8       | 9   | OUT   |       |
| -------- | --- | --- | --- | --- | --- | --- | --- | ------- | --- | ----- | ----- |
| CHAMPION | 589 | 205 | 374 | 386 | 524 | 402 | 413 | 213     | 384 | 3,490 |       |
| BACK     | 562 | 185 | 334 | 366 | 494 | 378 | 388 | 160/184 | 353 | 3,244 |       |
| REGULAR  | 551 | 167 | 304 | 335 | 450 | 354 | 375 | 134/160 | 336 | 3,032 |       |
| LADY     | 513 | 145 | 267 | 304 | 431 | 322 | 325 | 113/134 | 318 | 2,759 |       |
| Par      | 5   | 3   | 4   | 4   | 5   | 4   | 4   | 3       | 4   | 36    |       |
| HOLE     | 10  | 11  | 12  | 13  | 14  | 15  | 16  | 17      | 18  | IN    | TOTAL |
| CHAMPION | 432 | 401 | 213 | 596 | 425 | 396 | 440 | 201     | 540 | 3,644 | 7,134 |
| BACK     | 397 | 384 | 180 | 567 | 403 | 387 | 428 | 183     | 499 | 3,428 | 6,672 |
| REGULAR  | 374 | 360 | 158 | 538 | 373 | 370 | 410 | 160     | 474 | 3,217 | 6,249 |
| LADY     | 331 | 299 | 150 | 454 | 349 | 347 | 328 | 138     | 448 | 2,844 | 5,603 |
| Par      | 4   | 4   | 3   | 5   | 4   | 4   | 4   | 3       | 5   | 36    | 72    |

その他
- ゴルフ練習場

### スキー場
コース
- 初級
  - ピッコロコース
- 中級
  - クラリネットコース
  - ホルンコース
- 上級
  - ビオラコース

索道
- カルテットリフト（太平索道製・4人乗高速）
- デュオリフト（太平索道製・2人乗固定循環）

その他
- フードコート

## アクセス・駐車場
- 北見市街から車で約15分
- 女満別空港から車で約30分
- 網走から車で約40分
- 阿寒湖から車で約70分
- 摩周湖から車で約90分
- 知床から車で約120分
- 駐車場あり